# Four Hours at the Capitol
Four hours at the Capitol é um documentário estadunidense dirigido por Jamie Roberts, lançado em 20 de outubro de 2021 na HBO, tendo sido produzida em parceria com a emissora britânica BBC.

## Enredo
O documentário tem como plano de fundo, a invasão promovida por apoiadores do então presidente dos Estados Unidos, Donald Trump, ao Capitólio dos Estados Unidos ocorrido no dia 6 de janeiro de 2021, que buscavam não reconhecer o resultado das urnas nas eleições presidenciais de 2020, vencidas pelo candidato democrata, Joe Biden.
Com essa tônica Jamie Roberts, diretor de The Rise of the Murdoch Dynasty, por meio de imagens de arquivos, câmeras de segurança e entrevistas com políticos, policiais, jornalistas e apoiadores de Trump recria o ambiente da invasão ao Capitólio. Entre os políticos entrevistados pela produção estão nomes como os senadores, Dick Durbin e Chuck Schumer e os representantes Rosa DeLauro, Jim McGovern, dentre outros.

## Lançamento
O documentário fez sua estreia pelo canal de televisão estadunidense HBO, no dia 20 de outubro de 2021, às 21h. Nos Estados Unidos, simultaneamente a estreia na televisão, o documentário foi liberado na HBO Max, serviço de streaming da emissora.
Em novembro, a produção chegou no catálogo brasileiro da HBO Max. Em Portugal, o documentário ficou disponível no catálogo em janeiro de 2022.

## Recepção da crítica
No agregador de críticas Rotten Tomatoes, o filme possuí uma aceitação de mais de 80% na área destinada a crítica especializada.
A jornalista britânica Lucy Mangan, em sua crítica para o jornal The Guardian, deu quatro de cinco estrelas para o documentário e afirmou que "o testemunho coletivo subjacente fornecido pelo Four Hours at the Capitol é que a era de Trump ainda não terminou - e o verdadeiro dia do acerto de contas nos Estados Unidos ainda está por vir." Sophie Gilbert, para a revista estadunidense, The Atlantic elogia escolhas do filme, "Four Hours permite que seus entrevistados falem sem interjeição ou correção, uma decisão que parece respeitar a capacidade de seu público de raciocinar as lacunas lógicas."
Por outro lado, Siddhant Adlakha, do IndieWire, anotou que o filme é falho, "dificilmente pode-se referir a uma coleção de imagens tão potentes como desinteressante, mas sua montagem aqui deixa muito a desejar."
No Brasil, Gabriel Trigueiro da Folha de S. Paulo, elogia o longa, porém crítica o espaço dado aos extremistas trumpistas ao longo do documentário, sem um contraponto imediato.

## Prêmios e nomeações
| Ano  | Premiação                          | Categoria                    | Recipiente(s)             | Resultado | Ref.   |
| ---- | ---------------------------------- | ---------------------------- | ------------------------- | --------- | ------ |
| 2021 | Critics' Choice Documentary Awards | Melhor documentário político | Four Hours at the Capitol | Indicado  | [ 17 ] |